# Романтическая дорога
«Романтическая дорога» (нем. Romantische Straße) — разработанный в 1950-е гг. маршрут по историческим городам юга Германии. Начинается от реки Майн и ведёт с востока Франконии в баварскую Швабию, по части территории Верхней Баварии, до границы Оштальгау в Альпах. Маршрут имеет протяженность 366 километров (от Вюрцбурга до Фюссена) и проходит через следующие города:
- Вюрцбург
- Таубербишофсхайм
- Лауда-Кёнигсхофен
- Бад-Мергентхайм
- Вайкерсхайм
- Рёттинген
- Креглинген
- Ротенбург-об-дер-Таубер
- Шиллингсфюрст
- Фойхтванген
- Динкельсбюль
- Валлерштайн (Швабия)
- Нёрдлинген
- Харбург (Швабия)
- Райн (Лех)
- Аугсбург
- Фридберг
- Ландсберг-на-Лехе
- Хоэнфурх
- Шонгау
- Пайтинг
- Роттенбух
- Вильдштайг
- Штайнгаден
- Хальблех
- Швангау, Хоэншвангау (замок) и Нойшванштайн
- Фюссен

Среди наиболее посещаемых достопримечательностей — Вюрцбургская резиденция, средневековые городские пейзажи в городах Ротенбург-на-Таубере и Динкельсбюль, Фуггерай в Аугсбурге, романтический Ландсберг-на-Лехе с историческим старым городом, Вискирхе в Штайнгадене (выполненная в стиле рококо) и замок Нойшванштайн, построенный во время царствования короля Людвига II.